# 比耶夫尔河畔富热尔城堡

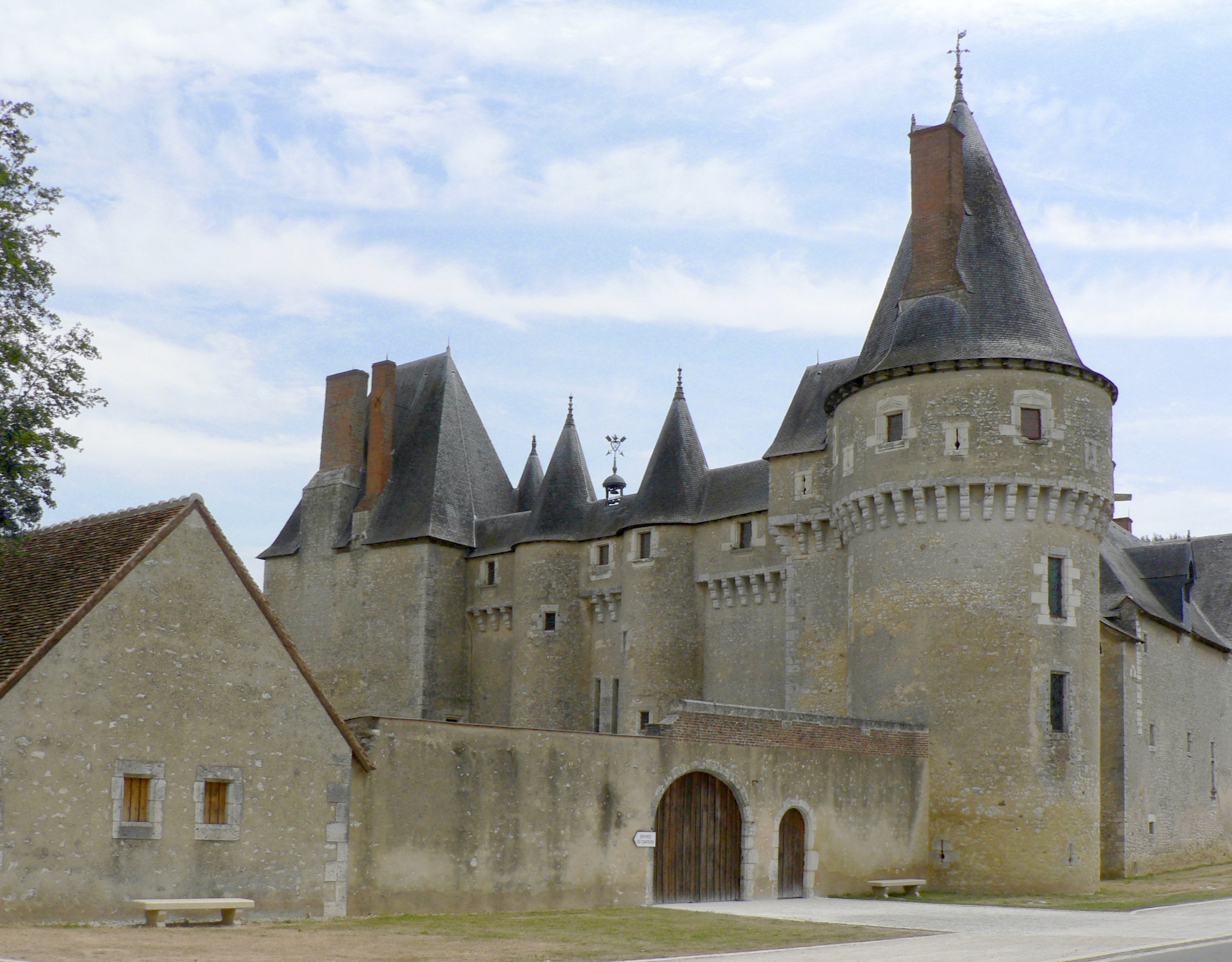
比耶夫尔河畔富热尔城堡

比耶夫尔河畔富热尔城堡（Château de Fougères-sur-Bièvre）是法国卢瓦尔河谷城堡群中的一座城堡，位于中央-卢瓦尔河谷大区卢瓦-谢尔省布卢瓦区市镇索洛涅地区勒孔特鲁瓦（2019年由原比耶夫尔河畔富热尔等合并成立）。
城堡最初建于11世纪，15世纪末彻底重建, 仅保留原来的方形城堡主楼。最初的重建保留了城堡的防御方面：护城河、炮孔、女儿墙等。在下一个世纪，增加了文艺复兴建筑设施，如画廊、中梃和陡坡屋顶。在19世纪，小堂里开设了一家纺纱厂。1930年代，国家购买并修复这座城堡。
1912年,法国文化部将比耶夫尔河畔富热尔城堡列为法国历史遗迹。